# Refugis del Pirineu català

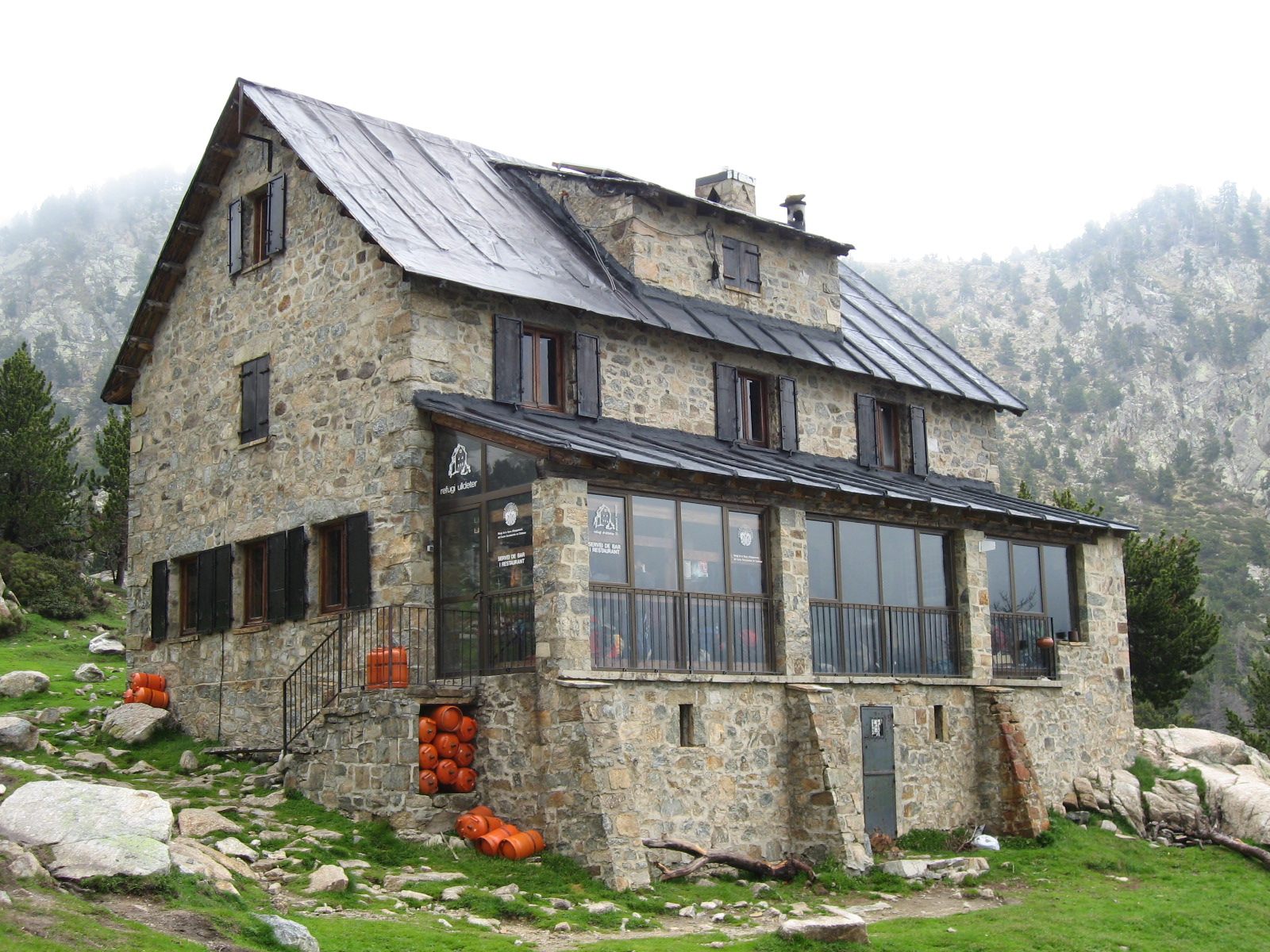
Refugi d'Ulldeter, successor d'un dels primers aixecats a Catalunya

Per arrecerar-se i passar les nits, els primers excursionistes feren servir o bé les cabanes de pastors o bé construccions mixtes que aprofitaven les baumes naturals tancades amb una paret de pedra. Però sovint, aquest aixoplucs quedaven lluny dels objectius muntanyencs dels excursionistes o no reunien bones condicions, i poc a poc es feu evident la necessitat de disposar de llocs ben situats i adequats on descansar i protegir-se de les inclemències del temps. Aquells primers refugis, en general, no eren guardats i tenien una estructura senzilla, sense aigua corrent ni serveis. I després seguiren els refugis guardats.
La tradició al muntanyisme i a l'excursionisme a Catalunya, ha fet que amb els anys el territori s'hagi dotat d'una extensa xarxa de refugis de muntanya.
El primer refugi erigit fou el Xalet-refugi d'Ulldeter (2.325 m) el 1909 pel Centre Excursionista de Catalunya (CEC) al Ripollès. Aquest refugi va patir un greu deteriorament durant la guerra civil fins que es va enderrocar per construir-ne un altre un xic més avall el 1959.
Al llarg de tot el segle XX es multiplicà la construcció de refugis guardats o lliures a càrrec d'associacions, clubs, ajuntaments i particulars. El segon refugi va ser el Xalet de la Molina (Baixa Cerdanya) edificat el 1925 el CEC, i que va permetre promocionar la pràctica de l'esquí.
El 1927 s'aixecà per una banda, la borda de Sagramorta per part del Club Muntanyenc Barcelonès i per una altra banda, el CEC construí el refugi Cèsar August Torras, situat al Prat d'Aguiló a 2.020 m.
El 1931 la UEC construeix a La Molina el Refugi de la Serradora, i al desembre d'aquell mateix any, fou creat el Comitè Català de Refugis amb l'objectiu d'agrupar els esforços per formar una xarxa de refugis semblants a la dels clubs alpins europeus, així com per tal d'erigir nous refugis de manera mancomunada i col·lectiva, com el refugi Vall Ferrera (Pallars Sobirà), inaugurat el 22 de setembre de 1935. Després de la guerra civil de 1936-39 el Comitè tornà de mica en mica a estructurar-se fins que el 1950 s'afegeix com a secció de la Delegació Catalana de Muntanyisme, dependent de la Federación Española de Deportes de Montaña y Escalada qui va reprendre la tasca de complementar la xarxa de refugis a Catalunya. El refugi Lluís Estasen, al peu del Pedraforca (Berguedà), va ser la primera obra pròpiament del Comitè que, després de nombroses gestions per obtenir els diners necessaris, s'aconseguí inaugurar el juny de 1946. Ja entrats els anys 50, algunes entitats excursionistes s'animen a edificar o reaprofitar construccions abandonades per les empreses hidroelèctriques que remodelen molts dels llacs dels Pirineus; és el cas de la Unió Excursionista de Catalunya (UEC), la Unió Excursionista de Gràcia i el Club Muntanyenc Barcelonès, entre d'altres. Entre els refugis construïts força entrada la postguerra, cal remarcar construccions com els refugis dels estanys de la Pera el 1957 i el refugi bivac del Besiberri, a 2.805 m el 1960, que va ser el més alt de Catalunya fins a la seva desaparició el 2001. Actualment als Països Catalans hi ha més d'un centenar de construccions que poden considerar-se refugis de muntanya molts d'ells gestionats per la Federació d'Entitats Excursionistes de Catalunya (FEEC), hereva de l'abans Comitè Català de Refugis.
| Refugi                                    | Altura  | Comarca        | Coordenades geogràfiques                                      | UTM                |
| ----------------------------------------- | ------- | -------------- | ------------------------------------------------------------- | ------------------ |
| Airoto "Gràcia"                           | 2.200 m | Pallars Sobirà | 42° 41′ 47.81″ N, 01° 02′ 31.69″ E / 42.6966139°N,1.0421361°E | 4728990 339617 31T |
| Amitges                                   | 2.380 m | Pallars Sobirà | 42° 35′ 48.18″ N, 00° 59′ 04.68″ E / 42.5967167°N,0.9846333°E | 4718009 334642 31T |
| Ardericó                                  | 1.332 m | Berguedà       | 42° 12′ 28.04″ N, 01° 57′ 57.71″ E / 42.2077889°N,1.9660306°E | 4673365 414648 31T |
| Artiga de Lin                             | 1.465 m | Vall d'Aran    | 42° 40′ 42.68″ N, 00° 42′ 17.08″ E / 42.6785222°N,0.7047444°E | 4727670 311941 31T |
| Artiga Longa                              | 1.801 m | Alta Ribagorça | 42° 32′ 52.08″ N, 00° 45′ 35.48″ E / 42.5478000°N,0.7598556°E | 4713033 316072 31T |
| Baborte "Cinquantenari"                   | 2.400 m | Pallars Sobirà | 42° 38′ 48.00″ N, 01° 21′ 44.09″ E / 42.6466667°N,1.3622472°E | 4722910 365724 31T |
| Barraca de la Baga de Feliu               | 2.103 m | Ripollès       | 42° 21′ 39″ N, 2° 06′ 13″ E / 42.360789°N,2.103693°E          | 4689455 426722 31T |
| Bages                                     | 1.740 m | Solsonès       | 42° 10′ 13.74″ N, 01° 33′ 51.77″ E / 42.1704833°N,1.5643806°E | 4669703 381422 31T |
| Baiau "Josep Maria Montfort"              | 2.517 m | Pallars Sobirà | 42° 35′ 51.16″ N, 01° 25′ 45.07″ E / 42.5975444°N,1.4291861°E | 4717322 371130 31T |
| Bassa d'Olles "Era Piusa"                 | 1.630 m | Vall d'Aran    | 42° 42′ 53.60″ N, 00° 46′ 26.31″ E / 42.7148889°N,0.7739750°E | 4731557 317720 31T |
| Besiberri                                 | 2.200 m | Alta Ribagorça | 42° 36′ 16.62″ N, 00° 48′ 33.12″ E / 42.6046167°N,0.8092000°E | 4719236 320287 31T |
| Cabana de Boet                            | 1.900 m | Pallars Sobirà | 42° 37′ 09.12″ N, 01° 23′ 26.14″ E / 42.6192000°N,1.3905944°E | 4719784 368011 31T |
| Bordes de Salient                         | 1.860 m | Vall d'Aran    | 42° 44′ 09.50″ N, 00° 51′ 01.82″ E / 42.7359722°N,0.8505056°E | 4733736 324047 31T |
| Boumort                                   | 1.890 m | Pallars Sobirà | 42° 13′ 44.27″ N, 01° 07′ 36.35″ E / 42.2289639°N,1.1267639°E | 4676897 345418 31T |
| Broate                                    | 2.200 m | Pallars Sobirà | 42° 40′ 56.75″ N, 01° 22′ 16.43″ E / 42.6824306°N,1.3712306°E | 4726836 366559 31T |
| Cabana de Baselló                         | 1.900 m | Pallars Sobirà | 42° 38′ 04.30″ N, 01° 21′ 43.39″ E / 42.6345278°N,1.3620528°E | 4721531 365704 31T |
| Cabana de la Tartera ("Era Tartera")      | 1.906 m | Vall d'Aran    | 42° 46′ 01.30″ N, 00° 52′ 04.40″ E / 42.7670278°N,0.8678889°E | 4737149 325557 31T |
| Cabana de Pruedo                          | 2.200 m | Vall d'Aran    | 42° 39′ 31.18″ N, 00° 53′ 57.01″ E / 42.6586611°N,0.8991694°E | 4725050 327817 31T |
| Cabana dera Montanha d'Aubert             | 1.954 m | Vall d'Aran    | 42° 41′ 50.57″ N, 00° 41′ 33.82″ E / 42.6973806°N,0.6927278°E | 4729791 311014 31T |
| Cabana Moredo                             | 1.852 m | Vall d'Aran    | 42° 44′ 54.83″ N, 00° 53′ 53.96″ E / 42.7485639°N,0.8983222°E | 4735036 327996 31T |
| Cabana Parros                             | 1.625 m | Vall d'Aran    | 42° 45′ 02.21″ N, 00° 58′ 31.76″ E / 42.7506139°N,0.9754889°E | 4735109 334317 31T |
| Cabana Ull del Garona ("Uelh de Garona")  | 1.867 m | Vall d'Aran    | 42° 42′ 36.63″ N, 00° 56′ 47.13″ E / 42.7101750°N,0.9464250°E | 4730676 331829 31T |
| Cabanella                                 | 1.896 m | Cerdanya       | 42° 26′ 52.56″ N, 01° 50′ 08.42″ E / 42.4479333°N,1.8356722°E | 4700168 404252 31T |
| Cal Tesconet                              | 1.450 m | Berguedà       | 42° 15′ 24.34″ N, 01° 45′ 54.29″ E / 42.2567611°N,1.7650806°E | 4679023 398138 31T |
| Refugi Cap del Rec                        | 1.986 m | Cerdanya       | 42° 12′ 23.34″ N, 01° 44′ 58.28″ E / 42.2064833°N,1.7495222°E | 4673459 396767 31T |
| Certascan                                 | 2.240 m | Pallars Sobirà | 42° 42′ 14.04″ N, 01° 18′ 23.02″ E / 42.7039000°N,1.3063944°E | 4729325 361294 31T |
| Clot de Baretges                          | 1.750 m | Vall d'Aran    | 42° 45′ 07.94″ N, 00° 38′ 57.01″ E / 42.7522056°N,0.6491694°E | 4735978 307615 31T |
| Coll de Balmeta "Jaume Farrer"            | 1.950 m | Ripollès       | 42° 23′ 57.17″ N, 02° 19′ 43.97″ E / 42.3992139°N,2.3288806°E | 4694320 444768 31T |
| Cabana del Coll de Nou Fonts              | 2.652 m | Ripollès       | 42° 25′ 13.05″ N, 02° 10′ 37.97″ E / 42.4202917°N,2.1772139°E | 4696770 432309 31T |
| Coll del Port                             | 1.670 m | Alt Urgell     | 42° 12′ 36.35″ N, 01° 33′ 07.53″ E / 42.2100972°N,1.5520917°E | 4674118 380482 31T |
| Colomers                                  | 2.135 m | Vall d'Aran    | 42° 37′ 27.14″ N, 00° 55′ 14.02″ E / 42.6242056°N,0.9205611°E | 4721181 329476 31T |
| Colomers (vell)                           | 2.130 m | Vall d'Aran    | 42° 37′ 35.96″ N, 00° 55′ 18.27″ E / 42.6266556°N,0.9217417°E | 4721451 329579 31T |
| Colomina                                  | 2.395 m | Pallars Jussà  | 42° 31′ 10.04″ N, 01° 00′ 04.29″ E / 42.5194556°N,1.0011917°E | 4709389 335814 31T |
| Coma de Vaca "Manelic"                    | 2.020 m | Ripollès       | 42° 23′ 07.42″ N, 02° 13′ 08.39″ E / 42.3853944°N,2.2189972°E | 4692863 435711 31T |
| Comes de Rubió                            | 1.980 m | Pallars Sobirà | 42° 24′ 25.07″ N, 01° 14′ 31.69″ E / 42.4069639°N,1.2421361°E | 4696459 355347 31T |
| Conangles                                 | 1.555 m | Vall d'Aran    | 42° 36′ 54.92″ N, 00° 46′ 05.14″ E / 42.6152556°N,0.7680944°E | 4720506 316946 31T |
| Corral Blanc                              | 1.815 m | Ripollès       | 42° 20′ 15.48″ N, 02° 06′ 39.89″ E / 42.3376333°N,2.1110806°E | 4687647 426772 31T |
| Cortal dels Cortils                       | 2.223 m | Berguedà       | 42° 16′ 55.54″ N, 01° 41′ 29.31″ E / 42.2820944°N,1.6914750°E | 4681927 392110 31T |
| Cortal d'en Vidal                         | 1.650 m | Cerdanya       | 42° 19′ 33.52″ N, 01° 50′ 27.23″ E / 42.3259778°N,1.8408972°E | 4686621 404497 31T |
| Cortals de l'Ingla                        | 1.610 m | Cerdanya       | 42° 18′ 34.37″ N, 01° 47′ 25.65″ E / 42.3095472°N,1.7904583°E | 4684854 400315 31T |
| Costabona                                 | 2.180 m | Ripollès       | 42° 24′ 38.62″ N, 02° 20′ 23.38″ E / 42.4107278°N,2.3398278°E | 4695592 445679 31T |
| Cuberes "Casa Miró"                       | 1.480 m | Pallars Sobirà | 42° 16′ 26.95″ N, 01° 08′ 12.27″ E / 42.2741528°N,1.1367417°E | 4681898 346351 31T |
| Del Gresolet                              | 1.290 m | Berguedà       | 42° 15′ 29.21″ N, 01° 43′ 27.34″ E / 42.2581139°N,1.7242611°E | 4679223 394774 31T |
| El Fornet                                 | 1.400 m | Pallars Sobirà | 42° 43′ 32.65″ N, 01° 06′ 26.01″ E / 42.7257361°N,1.1072250°E | 4732096 345036 31T |
| Refugi d'Engorgs "Joaquim Folch i Girona" | 2.375 m | Cerdanya       | 42° 28′ 52.17″ N, 01° 44′ 44.32″ E / 42.4811583°N,1.7456444°E | 4703963 396903 31T |
| Era Honeria                               | 1.020 m | Vall d'Aran    | 42° 49′ 06.13″ N, 00° 48′ 23.50″ E / 42.8183694°N,0.8065278°E | 4742979 320685 31T |
| Erols                                     | 1.360 m | Berguedà       | 42° 16′ 20.74″ N, 01° 57′ 14.62″ E / 42.2724278°N,1.9540611°E | 4680554 413748 31T |
| Esplà                                     | 1.520 m | Pallars Sobirà | 42° 17′ 07.15″ N, 01° 04′ 45.55″ E / 42.2853194°N,1.0793194°E | 4683237 341643 31T |
| Estany Llong                              | 1.985 m | Alta Ribagorça | 42° 34′ 21.32″ N, 00° 56′ 32.36″ E / 42.5725889°N,0.9423222°E | 4715405 331121 31T |
| Estanys de la Pera                        | 2.335 m | Cerdanya       | 42° 27′ 23.56″ N, 01° 35′ 56.01″ E / 42.4565444°N,1.5988917°E | 4701419 384796 31T |
| Refugi d'Estaon                           | 1.257 m | Pallars Sobirà | 42° 35′ 16.79″ N, 01° 12′ 37.83″ E / 42.5879972°N,1.2105083°E | 4716617 353165 87T |
| Feixa                                     | 2.160 m | Cerdanya       | 42° 27′ 50.14″ N, 01° 48′ 55.17″ E / 42.4639278°N,1.8153250°E | 4701968 402603 31T |
| Filià                                     | 2.050 m | Pallars Jussà  | 42° 27′ 39.64″ N, 00° 56′ 56.95″ E / 42.4610111°N,0.9491528°E | 4703002 331382 31T |
| Font de les Pollineres                    | 2.135 m | Cerdanya       | 42° 26′ 43.70″ N, 01° 36′ 37.10″ E / 42.4454722°N,1.6103056°E | 4700174 385714 31T |
| Gall Fer                                  | 1.690 m | Pallars Sobirà | 42° 31′ 07.11″ N, 01° 17′ 03.31″ E / 42.5186417°N,1.2842528°E | 4708789 359064 31T |
| Gerber "Mataró"                           | 2.460 m | Pallars Sobirà | 42° 37′ 03.59″ N, 00° 59′ 27.24″ E / 42.6176639°N,0.9909000°E | 4720349 335224 31T |
| Gerdar                                    | 1.550 m | Pallars Sobirà | 42° 38′ 15.51″ N, 01° 02′ 22.45″ E / 42.6376417°N,1.0395694°E | 4722440 339270 31T |
| Hereishedo                                | 1.450 m | Vall d'Aran    | 42° 40′ 24.66″ N, 00° 45′ 59.28″ E / 42.6735167°N,0.7664667°E | 4726979 316984 31T |
| Hospital de Vielha -"Sant Nicolau"        | 1.626 m | Vall d'Aran    | 42° 37′ 37.76″ N, 00° 45′ 49.01″ E / 42.6271556°N,0.7636139°E | 4721837 316614 31T |
| Josep m Blanc                             | 2.350 m | Pallars Sobirà | 42° 32′ 44.40″ N, 01° 02′ 38.70″ E / 42.5456667°N,1.0440833°E | 4712218 339404 31T |
| Juli Arnalot                              | 1.650 m | Vall d'Aran    | 42° 45′ 31.48″ N, 00° 59′ 50.02″ E / 42.7587444°N,0.9972278°E | 4735969 336117 31T |
| Juli Soler Santaló                        | 1.270 m | Vall d'Aran    | 42° 42′ 28.58″ N, 00° 54′ 16.08″ E / 42.7079389°N,0.9044667°E | 4730512 328387 31T |
| La Basseta                                | 1.690 m | Alt Urgell     | 42° 25′ 03.90″ N, 01° 17′ 13.63″ E / 42.4177500°N,1.2871194°E | 4697584 359082 31T |
| La Centraleta                             | 1.920 m | Alta Ribagorça | 42° 34′ 13.85″ N, 00° 56′ 10.49″ E / 42.5705139°N,0.9362472°E | 4715187 330617 31T |
| La Covil                                  | 1.750 m | Ripollès       | 42° 17′ 00.26″ N, 02° 06′ 16.91″ E / 42.2834056°N,2.1046972°E | 4681631 426183 31T |
| Xalet refugi Pere Carné                   | 1.490 m | Cerdanya       | 42° 20′ 25.29″ N, 01° 57′ 13.96″ E / 42.3403583°N,1.9538778°E | 4688097 413825 31T |
| La Molina-CEC                             | 1.567 m | Cerdanya       | 42° 20′ 25.68″ N, 01° 57′ 05.63″ E / 42.3404667°N,1.9515639°E | 4688111 413635 31T |
| La Molina-UEC                             | 1.480 m | Cerdanya       | 42° 20′ 21.71″ N, 01° 57′ 18.36″ E / 42.3393639°N,1.9551000°E | 4687985 413925 31T |
| Les Pedrisses                             | 2.100 m | Ripollès       | 42° 22′ 58.04″ N, 02° 10′ 20.61″ E / 42.3827889°N,2.1723917°E | 4692610 431872 31T |
| Refugi de Les Salines                     | 1.084 m | Alt Empordà    | 42° 25′ 15.29″ N, 02° 44′ 57.25″ E / 42.4209139°N,2.7492361°E | 4696542 479370 31T |
| Liat                                      | 2.280 m | Vall d'Aran    | 42° 47′ 43.08″ N, 00° 52′ 25.70″ E / 42.7953000°N,0.8738056°E | 4740276 326120 31T |
| Llac Obago                                | 2.235 m | Vall d'Aran    | 42° 37′ 03.22″ N, 00° 56′ 24.83″ E / 42.6175611°N,0.9402306°E | 4720404 331071 31T |
| Loseron                                   | 1.640 m | Vall d'Aran    | 42° 39′ 20.80″ N, 00° 53′ 06.38″ E / 42.6557778°N,0.8851056°E | 4724759 326656 31T |
| Malniu "Meranges"                         | 2.138 m | Cerdanya       | 42° 27′ 51.56″ N, 01° 47′ 09.52″ E / 42.4643222°N,1.7859778°E | 4702045 400191 31T |
| Balma de Mariolo                          | 2.340 m | Pallars Jussà  | 42° 31′ 46.31″ N, 00° 58′ 27.13″ E / 42.5295306°N,0.9742028°E | 4710561 333623 31T |
| Molières ("Mulleres")                     | 2.360 m | Vall d'Aran    | 42° 37′ 42.22″ N, 00° 43′ 08.66″ E / 42.6283944°N,0.7190722°E | 4722072 312965 31T |
| Montgarri                                 | 1.675 m | Vall d'Aran    | 42° 45′ 33.75″ N, 00° 59′ 40.03″ E / 42.7593750°N,0.9944528°E | 4736053 335886 31T |
| Mont-Roig "Enric Pujol"                   | 2.290 m | Pallars Sobirà | 42° 42′ 21.30″ N, 01° 11′ 20.58″ E / 42.7059167°N,1.1890500°E | 4729748 351688 31T |
| Niu de l'àliga                            | 2.538 m | Berguedà       | 42° 19′ 10.04″ N, 01° 53′ 35.91″ E / 42.3194556°N,1.8933083°E | 4685839 408806 31T |
| Pallerols                                 | 1.650 m | Alt Urgell     | 42° 23′ 28.01″ N, 01° 16′ 25.65″ E / 42.3911139°N,1.2737917°E | 4694646 357916 31T |
| Coll de Midós                             | 1.860 m | Alt Urgell     | 42° 27′ 06.71″ N, 01° 21′ 52.55″ E / 42.4518639°N,1.3645972°E | 4701244 365521 31T |
| Pedraforca "Lluís Estasen"                | 1.647 m | Berguedà       | 42° 14′ 42.67″ N, 01° 42′ 58.31″ E / 42.2451861°N,1.7161972°E | 4677797 394087 31T |
| Pèira Arroja                              | 1.851 m | Vall d'Aran    | 42° 43′ 21.18″ N, 00° 57′ 30.66″ E / 42.7225500°N,0.9585167°E | 4732026 332852 31T |
| Pla Bataller                              | 1.180 m | Vall d'Aran    | 42° 43′ 33.04″ N, 00° 46′ 25.34″ E / 42.7258444°N,0.7737056°E | 4732774 317730 31T |
| Pla de la Font                            | 2.050 m | Pallars Sobirà | 42° 35′ 51.16″ N, 01° 04′ 22.13″ E / 42.5975444°N,1.0728139°E | 4717924 341894 31T |
| Pla de Prats                              | 1.570 m | Ripollès       | 42° 16′ 46.69″ N, 02° 07′ 08.92″ E / 42.2796361°N,2.1191444°E | 4681200 427370 31T |
| Pla d'Erola                               | 1.500 m | Ripollès       | 42° 20′ 10.50″ N, 02° 11′ 32.92″ E / 42.3362500°N,2.1924778°E | 4687427 433476 31T |
| Planelles, les                            | 1.380 m | Ripollès       | 42° 16′ 12.25″ N, 02° 05′ 07.77″ E / 42.2700694°N,2.0854917°E | 4680167 424583 31T |
| Pleta de Comabella                        | 2.160 m | Berguedà       | 42° 18′ 57.85″ N, 01° 54′ 44.59″ E / 42.3160694°N,1.9123861°E | 4685443 410373 31T |
| Pleta de la Vila                          | 1.500 m | Berguedà       | 42° 12′ 23.34″ N, 01° 44′ 58.28″ E / 42.2064833°N,1.7495222°E | 4673459 396773 31T |
| Pleta del Prat                            | 1.720 m | Pallars Sobirà | 42° 40′ 40.40″ N, 01° 13′ 07.48″ E / 42.6778889°N,1.2187444°E | 4726584 354055 31T |
| Pradell                                   | 2.100 m | Cerdanya       | 42° 26′ 29.89″ N, 01° 38′ 48.15″ E / 42.4416361°N,1.6467083°E | 4699700 388698 31T |
| Prat d'Aguiló "César August Torras"       | 2.037 m | Cerdanya       | 42° 17′ 49.80″ N, 01° 42′ 50.50″ E / 42.2971667°N,1.7140278°E | 4683572 393995 31T |
| Quatre Pins                               | 2.122 m | Pallars Sobirà | 42° 32′ 00.02″ N, 01° 05′ 01.91″ E / 42.5333389°N,1.0838639°E | 4710774 342640 31T |
| Ras de Conques                            | 2.040 m | Alt Urgell     | 42° 27′ 06.76″ N, 01° 21′ 53.12″ E / 42.4518778°N,1.3647556°E | 4701245 365534 31T |
| Rasos de Peguera                          | 1.805 m | Berguedà       | 42° 08′ 12.01″ N, 01° 45′ 45.85″ E / 42.1366694°N,1.7627361°E | 4665691 397751 31T |
| Rebost                                    | 1.640 m | Berguedà       | 42° 17′ 13.76″ N, 01° 53′ 06.75″ E / 42.2871556°N,1.8852083°E | 4682261 408091 31T |
| Restanca                                  | 2.010 m | Vall d'Aran    | 42° 38′ 04.90″ N, 00° 51′ 16.59″ E / 42.6346944°N,0.8546083°E | 4722481 324097 31T |
| Saboredo                                  | 2.310 m | Vall d'Aran    | 42° 37′ 15.78″ N, 00° 57′ 47.75″ E / 42.6210500°N,0.9632639°E | 4720745 332969 31T |
| Saleres de Caderget                       | 1.700 m | Ripollès       | 42° 23′ 24.08″ N, 02° 21′ 23.91″ E / 42.3900222°N,2.3566417°E | 4693282 447045 31T |
| Sant Jordi "Font del Faig"                | 1.640 m | Berguedà       | 42° 17′ 38.60″ N, 01° 48′ 17.75″ E / 42.2940556°N,1.8049306°E | 4683117 401483 31T |
| Refugi forestal de Sant Jordi             | 1.604 m | Ripollès       | 42° 16′ 12.35″ N, 02° 12′ 39.93″ E / 42.2700972°N,2.2110917°E | 4680067 434941 31T |
| Sant Maurici "Ernest Mallafré"            | 1.950 m | Pallars Sobirà | 42° 34′ 44.04″ N, 01° 00′ 32.08″ E / 42.5789000°N,1.0089111°E | 4715975 336603 31T |
| Santuari de Gresolet                      | 1.310 m | Berguedà       | 42° 15′ 31.65″ N, 01° 43′ 31.01″ E / 42.2587917°N,1.7252806°E | 4679297 394859 31T |
| Santuari de Paller                        | 1.100 m | Berguedà       | 42° 16′ 00.24″ N, 01° 52′ 33.08″ E / 42.2667333°N,1.8758556°E | 4680004 407290 31T |
| Saut deth Pish                            | 1.710 m | Vall d'Aran    | 42° 46′ 39.12″ N, 00° 50′ 07.20″ E / 42.7775333°N,0.8353333°E | 4738383 322923 31T |
| Serra d'Ensija "Delgado Úbeda"            | 2.200 m | Berguedà       | 42° 11′ 13.80″ N, 01° 44′ 54.55″ E / 42.1871667°N,1.7484861°E | 4671315 396656 31T |
| Serrat de les Esposes                     | 1.505 m | Cerdanya       | 42° 19′ 30.07″ N, 01° 49′ 43.47″ E / 42.3250194°N,1.8287417°E | 4686528 403494 31T |
| Sitjar                                    | 1.500 m | Cerdanya       | 42° 20′ 26.80″ N, 01° 57′ 26.46″ E / 42.3407778°N,1.9573500°E | 4688140 414112 31T |
| Tirapits                                  | 2.618 m | Ripollès       | 42° 25′ 07.19″ N, 02° 12′ 33.03″ E / 42.4186639°N,2.2091750°E | 4696565 434937 31T |
| Ulldeter                                  | 2.221 m | Ripollès       | 42° 25′ 11.12″ N, 02° 15′ 27.59″ E / 42.4197556°N,2.2576639°E | 4696650 438927 31T |
| Urus                                      | 1.400 m | Cerdanya       | 42° 20′ 03.38″ N, 01° 51′ 06.29″ E / 42.3342722°N,1.8517472°E | 4687530 405403 31T |
| Vall Ferrera                              | 1.940 m | Pallars Sobirà | 42° 37′ 30.33″ N, 01° 23′ 16.72″ E / 42.6250917°N,1.3879778°E | 4720443 367809 31T |
| Refugi Joan Ventosa i Calvell             | 2.220 m | Alta Ribagorça | 42° 36′ 19.17″ N, 00° 52′ 38.39″ E / 42.6053250°N,0.8773306°E | 4719172 325878 31T |
| Xalet de Coll de Pal                      | 1.950 m | Berguedà       | 42° 17′ 35.48″ N, 01° 54′ 20.52″ E / 42.2931889°N,1.9057000°E | 4682909 409789 31T |